# Lofexidine
Lofexidine, được bán dưới tên thương hiệu Lucemyra trong số những loại khác, là một loại thuốc được sử dụng trong lịch sử để điều trị huyết áp cao, nhưng thường được sử dụng để giúp giảm các triệu chứng thực thể của việc cai nghiện opioid. Nó được uống bằng miệng. Nó là một chất chủ vận thụ thể adrenergic α2A. Nó đã được phê duyệt để sử dụng bởi Cục quản lý thực phẩm và dược phẩm tại Hoa Kỳ vào năm 2018.

## Sử dụng trong y tế
Tại Hoa Kỳ, nhãn hiệu Lucemyra (lofexidine HCl) được chấp thuận cho "giảm thiểu các triệu chứng cai thuốc để tạo điều kiện ngừng thuốc opioid đột ngột ở người lớn" trong thời gian điều trị là 14 ngày. Ở Anh, lofexidine thường được sử dụng kết hợp với chất đối kháng thụ thể opioid naltrexone trong các trường hợp giải độc nhanh. Khi hai loại thuốc này được ghép nối, naltrexone được dùng để gây ra sự phong tỏa thụ thể opioid khiến đối tượng phải rút ngay lập tức và đẩy nhanh quá trình cai nghiện, trong khi lofexidine được dùng để làm giảm các triệu chứng liên quan đến việc cai thuốc bao gồm ớn lạnh, đổ mồ hôi, đau bụng đau và chảy nước mũi 

### Cai opioid
Các hướng dẫn của Viện Sức khỏe và Chăm sóc Sức khỏe (NICE) của Vương quốc Anh khuyến nghị sử dụng methadone hoặc buprenorphin làm thuốc hàng đầu trong quản lý rối loạn sử dụng opioid. Tuy nhiên, lofexidine được coi là một lựa chọn thay thế chấp nhận được cho những người bị lệ thuộc opioid nhẹ hoặc không chắc chắn cần cai nghiện ngắn hạn.
Lofexidine không phải là opioid. Nó không loại bỏ các triệu chứng cai nghiện opioid nhưng làm giảm chúng. Thật vậy, một gợi ý sử dụng cho lofexidine là làm giảm các triệu chứng cai nghiện methadone. Việc sử dụng nó được chấp thuận tại Hoa Kỳ trong tối đa 14 ngày.

### Sử dụng lâm sàng khác
Khả năng sử dụng lofexidine để điều trị các triệu chứng cai rượu đã được nghiên cứu và chưa được chứng minh là một phương pháp điều trị hiệu quả. Nó cũng được sử dụng trong điều trị các trường hợp bị bốc hỏa sau mãn kinh.

### Quần thể đặc biệt
An toàn của Lofexidine trong thai kỳ hoặc trong môi trường cho con bú là không rõ. Thận trọng nếu có suy thận mạn tính.

## Tác dụng phụ
Các tác dụng bất lợi đã xảy ra sau khi dùng lofexidine bao gồm những điều sau đây:
- Nhịp tim chậm
- Chóng mặt
- Buồn ngủ
- Khô miệng
- Huyết áp thấp
- QT kéo dài

Ngoài ra, mọi người có thể bị tăng huyết áp đột ngột sau khi ngừng lofexidine.

## Quá liều
LD50 của lofexidine là trên 77 mg/kg ở động vật. Các nghiên cứu về liều cao, sử dụng lofexidine đơn lẻ đã chứng minh khả năng dung nạp đối với động vật, nhưng việc lặp lại gây ra các triệu chứng phù hợp với độc tính. Trong các nghiên cứu trên chuột, chuột và chó, chúng bao gồm mất điều hòa, buồn ngủ và run rẩy. Người ta hy vọng rằng quá liều lofexidine sẽ dẫn đến các triệu chứng gần giống với tác dụng phụ dược lý của nó ở người, chẳng hạn như nhịp tim chậm và hạ huyết áp.

## Tương tác
Nhiều tương tác thuốc-thuốc với lofexidine là có thể.

### Kéo dài QT
Lofexidine kéo dài khoảng QT, điều này có thể dẫn đến tương tác nghiêm trọng (xoắn đỉnh) khi kết hợp với các thuốc khác cũng kéo dài khoảng QT. Các đặc điểm cụ thể của bệnh nhân làm tăng nguy cơ tương tác thuốc quan trọng trên lâm sàng bao gồm:
- tăng tuổi
- giới tính nữ
- bệnh tim
- rối loạn điện giải (kali máu thấp)

Kết quả là, có nhiều loại thuốc kéo dài QT có thể tương tác với lofexidine. Chúng bao gồm các loại thuốc như methadone, amiodarone, citalopram và fluconazole. Các loại thuốc khác có thể làm tăng nguy cơ nồng độ kali trong máu thấp, do đó gián tiếp làm tăng nguy cơ kéo dài QT. Ví dụ, dexamethasone, hydrochlorothiazide và theophylline có thể làm giảm mức độ kali trong máu.

### Suy nhược thần kinh trung ương
Lofexidine có thể làm suy yếu hệ thống thần kinh trung ương (CNS), kết hợp với các thuốc ức chế thần kinh trung ương khác, có thể làm giảm khả năng của một người để thực hiện các nhiệm vụ đòi hỏi kỹ năng và sự chú ý. Ví dụ, clobazam, gabapentin và levetiracetam đều có thể làm suy yếu hệ thần kinh trung ương.

### Hạ huyết áp
Nguy cơ hạ huyết áp (huyết áp thấp) tăng lên khi kết hợp lofexidine với các thuốc khác làm giảm huyết áp. Chúng có thể bao gồm losartan, metoprolol và pramipexole.

## Dược lý
Lofexidine là một chất chủ vận ở các phân nhóm thụ thể adrenergic α-2A, 2B và 2C, với hoạt tính cao nhất ở thụ thể alpha-2A.
K i đại diện cho hằng số phân ly  cho liên kết của lofexidine với một phân nhóm cụ thể của thụ thể alpha-2. Giá trị K i càng nhỏ, thuốc liên kết với thụ thể càng mạnh để tác động đến hoạt động của nó.
Lofexidine ức chế giải phóng norepinephrine trong hệ thống thần kinh trung ương và ngoại biên, do đó làm giảm một số triệu chứng cai nghiện opioid, nhưng nó không có tác dụng đối với sự thèm thuốc và nồng độ opioid nội sinh.

### Dược động học
Sinh khả dụng đường uống của Lofexidine là khoảng 90%, với sự hấp thu qua đường uống. Nồng độ đỉnh trong huyết tương xảy ra lúc 3 giờ sau một lần dùng, với thời gian bán hủy là 11 giờ. Lofexidine được chuyển hóa rộng rãi ở gan, và chủ yếu được đào thải qua thận. Nó là 80-90% protein huyết tương liên kết.

## Hóa học
Lofexidine tồn tại dưới dạng chất rắn ở nhiệt độ phòng, với nhiệt độ nóng chảy 127 độ C. Cặp nguyên tử ortho clo (Cl -) trên vòng phenyl là cần thiết cho sự đồng vận của lofexidine ở phân nhóm thụ thể adrenergic α 2a; loại bỏ một trong hai nguyên tử clo dẫn đến sự đối kháng ở thụ thể.

### So sánh với clonidine

Cấu trúc của clonidine và lofexidine

Lofexidine có cấu trúc tương tự clonidine, một chất chủ vận thụ thể adrenergic α 2 khác được sử dụng để điều trị các triệu chứng cai nghiện opioid. Một so sánh của hai cấu trúc được hiển thị ở bên phải. Cả hai đều chứa một vòng imidazoline và một vòng phenyl 2,6-clo. Sự khác biệt về cấu trúc được thể hiện bằng màu đỏ, trong khi những điểm tương đồng là màu đen. Ngoài sự khác biệt về cấu trúc, việc sử dụng lofexidine cho những người lạm dụng opioid đã được chứng minh là có hiệu quả hơn trong thời gian dài hơn, với các triệu chứng cai thuốc ít hơn clonidine ngay cả sau một ngày. Tuy nhiên, clonidine thường được ưa thích vì nó rẻ hơn đáng kể so với lofexidine khi được mua với đơn thuốc riêng (không phải NHS). Yếu tố này trở nên trầm trọng hơn bởi số lượng và số lượng đáng kể các loại thuốc được kê đơn để làm giảm bớt các chòm sao của các dấu hiệu và triệu chứng cai. Ngoài ra, clonidine đã được chứng minh là làm giảm huyết áp đáng kể. Do đó, mặc dù tương tự như lofexidine, clonidine thường được kê đơn nhất để điều trị huyết áp cao.     

## Xã hội và văn hoá
Britannia Dược phẩm đã cấp phép lofexidine được bán bởi US WorldMeds để bán ở Bắc Mỹ. Tại Vương quốc Anh, dạng hydroclorua, lofexidine HCl, đã được cấp phép và bán từ năm 1992 để giảm đau do opioid ở dạng máy tính bảng dưới dạng BritLofex của Britannia Enterprises. BritLofex chỉ có sẵn theo toa. Lofexidine lần đầu tiên được FDA Hoa Kỳ chấp thuận vào ngày 16 tháng 5 năm 2018 dưới tên thương hiệu Lucemyra, được sản xuất bởi US WorldMeds. Nó được ghi nhận là thuốc đầu tiên, không chứa opioid được chấp thuận ở Mỹ để điều trị cai nghiện opioid.